# デボン・エイチェン
デボン・エイチェン（De'Von Achane, 2001年10月13日 - ）は、アメリカ合衆国テキサス州ミズーリシティ出身のプロアメリカンフットボール選手。NFLのマイアミ・ドルフィンズに所属している。ポジションはランニングバック。

## 経歴

### カレッジ
テキサスA&M大学では1年目の2020年シーズンに364ラン獲得ヤード、3つのラッシングTDを記録。ノースカロライナ大学とのオレンジボウルでは140ラン獲得ヤード、2つのラッシングTDを記録してMVPを受賞した。
2021年シーズンは910ラン獲得ヤード、9つのラッシングTDを記録した。当時の全米ランキング1位だったアラバマ大学戦では96ヤードのキックオフリターンTDを成功させた。
2022年シーズンは1,102ラン獲得ヤード、8つのラッシングTDを記録し、オールSECファーストチームに選出された。シーズン終了後、2023年のNFLドラフトにアーリーエントリーした。
| シーズン | 試合 | 試合 | ラン | ラン  | ラン | ラン | レシーブ | レシーブ | レシーブ | レシーブ | キックリターン | キックリターン | キックリターン | キックリターン |
| シーズン | GP   | GS   | Att  | Yards | Avg  | TD   | Rec      | Yards    | Avg      | TD       | Ret            | Yards          | Avg            | TD             |
| -------- | ---- | ---- | ---- | ----- | ---- | ---- | -------- | -------- | -------- | -------- | -------------- | -------------- | -------------- | -------------- |
| 2020     | 8    | 0    | 43   | 364   | 8.5  | 4    | 5        | 97       | 19.4     | 1        | 0              | 0              | 0.0            | 0              |
| 2021     | 12   | 0    | 130  | 910   | 7.0  | 9    | 24       | 261      | 10.9     | 1        | 9              | 301            | 33.4           | 1              |
| 2022     | 10   | 10   | 196  | 1,102 | 5.6  | 8    | 36       | 196      | 5.4      | 3        | 11             | 312            | 28.4           | 1              |
| 通算     | 30   | 10   | 369  | 2,376 | 6.4  | 21   | 65       | 554      | 8.5      | 5        | 20             | 613            | 30.7           | 2              |

### マイアミ・ドルフィンズ
| 5 ft 8+1⁄2 in (174 cm) | 188 lb (85 kg) | 29 in (74 cm) | 8+1⁄2 in (22 cm) | 4.32 s | 1.51 s | 2.49 s | 4.36 s | 7.05 s | 33.0 in (84 cm) | 9 ft 3 in (2.82 m) |
| Sources:               |                |               |                  |        |        |        |        |        |                 |                    |

2023年のNFLドラフトにて全体84位でマイアミ・ドルフィンズから指名され、その後ルーキー契約を結んだ。
2023年シーズン、第3週のデンバー・ブロンコス戦で203ラン獲得ヤード、30レシーブ獲得ヤード、合計4つのタッチダウンを記録し、AFCの週間最優秀攻撃選手に選出された。